# Kombajn ścianowy

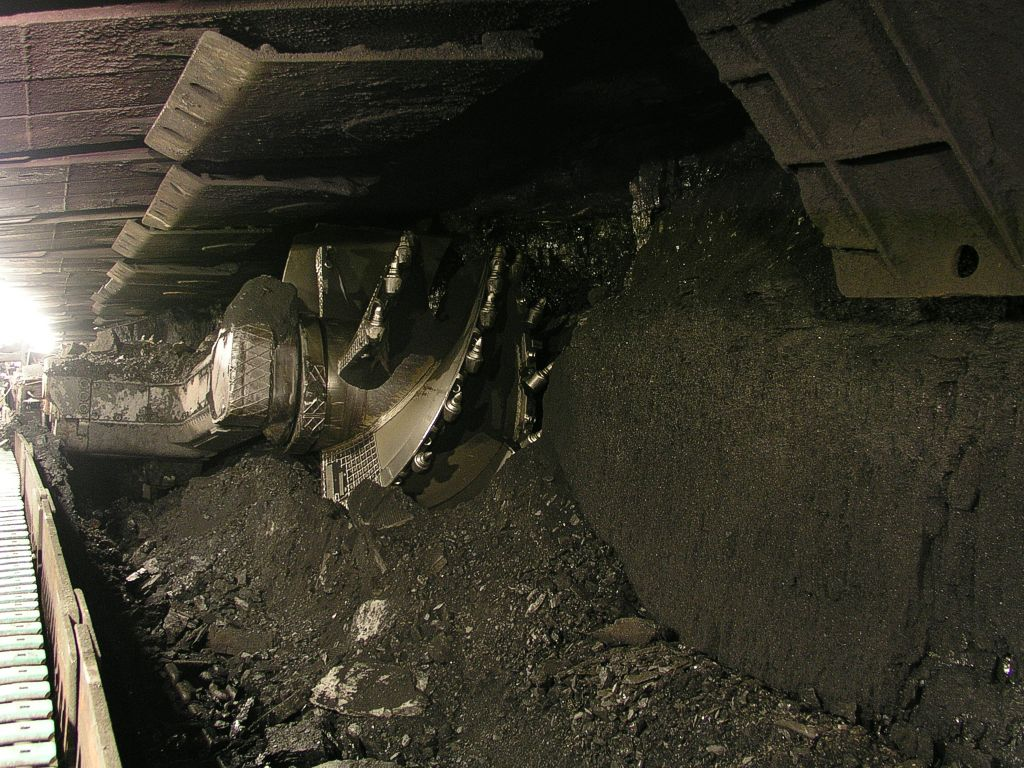
Kombajn ścianowy w kopalni "Bogdanka"

Kombajn ścianowy – maszyna górnicza służąca do pozyskiwania węgla z pokładu. W przeciwieństwie do kombajnów chodnikowych nie są pojazdami gąsienicowymi, lecz poruszają się po specjalnej konstrukcji przenośnika zgrzebłowego. Do ich napędu stosowane są zasadniczo trzy metody: napęd cięgnowy (łańcuchowy) oraz dwa systemy bezcięgnowe, Poltrak (B lub 2B) i Eicotrack (2BP), z czego ten pierwszy praktycznie został już prawie całkowicie wyparty. Kombajn ścianowy składa się z podłużnego kadłuba wyposażonego w dwa ruchome ramiona, z których każde zaopatrzone jest w obrotowy organ skrawający, napędzany silnikiem o dużej mocy. Ze względu na wyjątkowo niebezpieczne warunki pracy (odłamki skał, hałas, wibracje itd.) coraz częściej kombajny wyposaża się w systemy automatyzacji umożliwiające zdalne sterowanie pracy kombajnem oraz zdalną diagnostykę.
Mechanizmy posuwu kombajnów ścianowych:
1. Poltrak
2. Eicotrack (2BP) lub wersja z hamulcem (2BPH)
3. Dynatrack
4. Rackatrak

## Zasada działania
Kombajn ścianowy, przemieszczając się po przenośniku ścianowym zgrzebłowym, urabia caliznę w sposób zależny od wybranej technologii urabiania. Najczęściej organ wyprzedzający skrawa górną warstwę calizny podsiębiernie (ruch obrotowy zgodny z ruchem wskazówek zegara). Organ tylny pracuje nadsiębiernie, urabiając dolną część calizny oraz ładuje urobek niezaładowany na przenośnik zgrzebłowy przez organ wyprzedzający. Na końcu i początku ściany występuje faza zawrębiania.
Można wyróżnić następujące technologie urabiania kombajnem ścianowym:
- dwustronna,
- jednostronna,
- od środka ściany